# Baltic Cup 1960
Der Baltic Cup 1960 war die 20. Austragung des Turniers der Baltischen Länder, dem Baltic Cup. Das Turnier für Fußballnationalteams fand zwischen dem 29. und 31. Juli 1960 in Estland statt. Ausgetragen wurden die Spiele in Pärnu. Alle drei Teams spielten bei der Austragung 1960 jeweils Unentschieden gegeneinander, sodass nach Punktgleichheit alle drei Mannschaften zum Sieger erklärt wurden. 

## Gesamtübersicht
Tabelle nach Zwei-Punkte-Regel.
| Pl. | Verein         | Sp. | S | U | N | Tore    | Diff. | Punkte |
| --- | -------------- | --- | - | - | - | ------- | ----- | ------ |
| 1.  | Estnische SSR  | 2   | 0 | 2 | 0 | 004:400 | ±0    | 02     |
| 2.  | Litauische SSR | 2   | 0 | 2 | 0 | 003:300 | ±0    | 02     |
| 3.  | Lettische SSR  | 2   | 0 | 2 | 0 | 001:100 | ±0    | 02     |

|                        |   |                |     |
| 29. Juli 1960 in Pärnu |   |                |     |
| Estnische SSR          | – | Litauische SSR | 3:3 |
| 30. Juli 1960 in Pärnu |   |                |     |
| Lettische SSR          | – | Litauische SSR | 0:0 |
| 31. Juli 1960 in Pärnu |   |                |     |
| Estnische SSR          | – | Lettische SSR  | 1:1 |